# Середнее (Воробьёвское сельское поселение)
Середнее — деревня в Сокольском районе Вологодской области.
Входит в состав Воробьёвского сельского поселения, с точки зрения административно-территориального деления — в Воробьёвский сельсовет. Расположена к югу от автодороги А123.
Расстояние по автодороге до районного центра Сокола — 63 км, до центра муниципального образования Воробьёва — 7 км. Ближайшие населённые пункты — Заднее, Заполье, Семакино.
По переписи 2002 года население — 11 человек.